# 精華小学校 (私立)
精華小学校（せいかしょうがっこう）は、神奈川県横浜市神奈川区沢渡に所在する私立の小学校。精小（せいしょう）と呼ばれる。
隣接の神奈川学園中学校・高等学校は系列校である。

## 概要
1914年4月2日に横浜実科女学校（現：神奈川学園中学校・高等学校）を開校させた佐藤善治郎により、1922年4月に開校。
校訓は、「人のおせわにならぬよう 人のおせわのできるよう」。校歌（1956年完成）は、二宮龍雄の作詞、斎藤高順の作曲による。

## 沿革
- 1922年 - 4月、精華小学校が現在地にて開校。1〜3年生の計11名が入学]。
- 1923年 - 9月1日、関東大震災が発生するが、精華小学校の校舎は倒壊・類焼はなかった。
- 1926年 - 第1回卒業式を挙行。
- 1927年 - 同窓会「大松会」が発足。
- 1941年 - 第二次世界大戦に伴い、校名を精華初等学校へ改称。後に、精華学校へ改称。
- 1944年 - 8月20日から、足柄下郡豊川村（当時）へ学童疎開。
- 1945年 - 5月29日、横浜大空襲により校舎が全焼。0月27日から、慈雲寺で授業を再開。
- 1947年 - 校名を精華小学校へ戻す。慈雲寺から横浜市の校舎へ戻る。5月17日、校舎復興祝賀式を挙行。またこれに因み、5月17日を創立記念日に制定した（「創立○周年の日にちは、1922年5月17日を起点にカウントする）。
- 1956年 - 校旗、校歌が完成。
- 2022年（令和4年） - 創立100周年を迎える。

## 歴代校長
- 初代 - 佐藤善治郎（1922年 - 1938年）
- 第2代 - 岸田与一（1938年 - 1969年）
- 第3代 - 佐藤実（1969年 - 1972年）
- 第4代 - 黒澤信吾（1972年 - 1985年）
- 第5代 - 瀧澤泰山（1985年 - 1992年）
- 第6代 - 佐々木道彦（1992年 - 2006年）
- 第7代 - 佐藤恒広（2006年 - 2010年）
- 第8代 - 小川正（2010年 - 2012年）
- 第9代 - 大庭照雄（2012年 - 2018年）
- 第10代 - 大野達夫（2018年 - 2022年）
- 第11代 - 臼井公明（2023年 - ）

### 交通
- 横浜駅西口より徒歩10分
- 東急東横線反町駅より徒歩10分
- 横浜市営地下鉄三ツ沢下町駅より徒歩14分